# Каваниси (Нара)
Каваниси (яп. 川西町 Каваниси-тё:) — посёлок в Японии, находящийся в уезде Сики префектуры Нара. Площадь посёлка составляет 5,94 км², население — 8610 человек (1 августа 2014), плотность населения — 1449,49 чел./км².

## Географическое положение
Посёлок расположен на острове Хонсю в префектуре Нара региона Кинки. С ним граничат города Яматокорияма, Тэнри и посёлки Андо, Мияке, Каваи.

## Население
Население посёлка составляет 8610 человек (1 августа 2014), а плотность — 1449,49 чел./км². Изменение численности населения с 1980 по 2005 годы:
| 1980 | 9446 чел. |  |
| 1985 | 9670 чел. |  |
| 1990 | 9650 чел. |  |
| 1995 | 9847 чел. |  |
| 2000 | 9422 чел. |  |
| 2005 | 9174 чел. |  |